# Table des caractères Unicode/U0D80
Cette page contient des caractères spéciaux ou non latins. S’ils s’affichent mal (▯, ?, etc.), consultez la page d’aide Unicode.
Table des caractères Unicode U+0D80 à U+0DFF (3 456 à 3 583 en décimal).

## Singhalais (ou cingalais)(Unicode 3.0 à 13.0)
Signes divers, voyelles indépendantes, consonnes, signes voyelles, et ponctuation utilisés pour l’écriture singhalaise.
Les caractères U+0D82, U+0D83, U+0DCA à U+0DDF, U+0DF2 et U+0DF3 sont des signes diacritiques se combinant avec le caractère qu’ils suivent ; ils sont combinés ici avec la lettre singhalaise tha « ථ » (U+0DAE) à des fins de lisibilité.
Note : certains navigateurs anciens affichent incorrectement les diacritiques voyelles en deux parties (la partie gauche des diacritiques U+0DDA à U+0DDE est souvent manquante ou placée à droite) ou le signe voyelle e U+0DD9 normalement placé à gauche et qui sert à les composer. Cela cause de sérieux problèmes d’interprétation des textes singhalais à la lecture. D’autre part, les diacritiques normalement placés au-dessus de la lettre de base (U+0DD2 et U+0DD3) ou en dessous (U+0DD4 et U+0DD6) sont souvent affichés séparément, à gauche de la lettre de base. Enfin, les signes supplémentaires de voyelles rr et ll vocaliques (U+0DF2 et U+0DF3) sont souvent incorrects et correspondent à d’autres signes voyelles singhalaises. Il est nécessaire de disposer d'une police de caractères singhalaise complète, et d’une mise à jour du navigateur ou du système, prenant en charge le placement correct des signes de voyelles singhalaises.

### Table des caractères
| en fr  | 0 | 1 | 2 | 3 | 4 | 5 | 6 | 7 | 8 | 9 | A | B | C | D | E | F |
| ------ | - | - | - | - | - | - | - | - | - | - | - | - | - | - | - | - |
| U+0D80 |   | ථඁ | ථං | ථඃ |   | අ | ආ | ඇ | ඈ | ඉ | ඊ | උ | ඌ | ඍ | ඎ | ඏ |
| U+0D90 | ඐ | එ | ඒ | ඓ | ඔ | ඕ | ඖ |   |   |   | ක | ඛ | ග | ඝ | ඞ | ඟ |
| U+0DA0 | ච | ඡ | ජ | ඣ | ඤ | ඥ | ඦ | ට | ඨ | ඩ | ඪ | ණ | ඬ | ත | ථ | ද |
| U+0DB0 | ධ | න |   | ඳ | ප | ඵ | බ | භ | ම | ඹ | ය | ර |   | ල |   |   |
| U+0DC0 | ව | ශ | ෂ | ස | හ | ළ | ෆ |   |   |   | ථ් |   |   |   |   | ථා |
| U+0DD0 | ථැ | ථෑ | ථි | ථී | ථු |   | ථූ |   | ථෘ | ථෙ | ථේ | ථෛ | ථො | ථෝ | ථෞ | ථෟ |
| U+0DE0 |   |   |   |   |   |   | ෦ | ෧ | ෨ | ෩ | ෪ | ෫ | ෬ | ෭ | ෮ | ෯ |
| U+0DF0 |   |   | ථෲ | ථෳ | ෴ |   |   |   |   |   |   |   |   |   |   |   |

### Version  initiale Unicode 3.0
| v · d · m | 0 | 1 | 2 | 3 | 4 | 5 | 6 | 7 | 8 | 9 | A | B | C | D | E | F |
| --------- | - | - | - | - | - | - | - | - | - | - | - | - | - | - | - | - |
| U+0D80    |   |   | ථං | ථඃ |   | අ | ආ | ඇ | ඈ | ඉ | ඊ | උ | ඌ | ඍ | ඎ | ඏ |
| U+0D90    | ඐ | එ | ඒ | ඓ | ඔ | ඕ | ඖ |   |   |   | ක | ඛ | ග | ඝ | ඞ | ඟ |
| U+0DA0    | ච | ඡ | ජ | ඣ | ඤ | ඥ | ඦ | ට | ඨ | ඩ | ඪ | ණ | ඬ | ත | ථ | ද |
| U+0DB0    | ධ | න |   | ඳ | ප | ඵ | බ | භ | ම | ඹ | ය | ර |   | ල |   |   |
| U+0DC0    | ව | ශ | ෂ | ස | හ | ළ | ෆ |   |   |   | ථ් |   |   |   |   | ථා |
| U+0DD0    | ථැ | ථෑ | ථි | ථී | ථු |   | ථූ |   | ථෘ | ථෙ | ථේ | ථෛ | ථො | ථෝ | ථෞ | ථෟ |
| U+0DE0    |   |   |   |   |   |   |   |   |   |   |   |   |   |   |   |   |
| U+0DF0    |   |   | ථෲ | ථෳ | ෴ |   |   |   |   |   |   |   |   |   |   |   |

### Compléments Unicode 7.0
| v · d · m | 0 | 1 | 2 | 3 | 4 | 5 | 6 | 7 | 8 | 9 | A | B | C | D | E | F |
| --------- | - | - | - | - | - | - | - | - | - | - | - | - | - | - | - | - |
| U+0DE0    |   |   |   |   |   |   | ෦ | ෧ | ෨ | ෩ | ෪ | ෫ | ෬ | ෭ | ෮ | ෯ |

### Compléments Unicode 13.0
| v · d · m | 0 | 1 | 2 | 3 | 4 | 5 | 6 | 7 | 8 | 9 | A | B | C | D | E | F |
| --------- | - | - | - | - | - | - | - | - | - | - | - | - | - | - | - | - |
| U+0D80    |   | ථඁ |   |   |   |   |   |   |   |   |   |   |   |   |   |   |